# Église Saint-Jacques de Cresserons
Pour les articles homonymes, voir Église Saint-Jacques.
L'église Saint-Jacques est une église catholique du XIIe siècle située à Cresserons, en France.

## Localisation
L'église est située dans le département français du Calvados, dans le bourg de Cresserons.

## Historique
La façade occidentale est inscrite au titre des Monuments historiques depuis le 15 mai 1925.

## Architecture

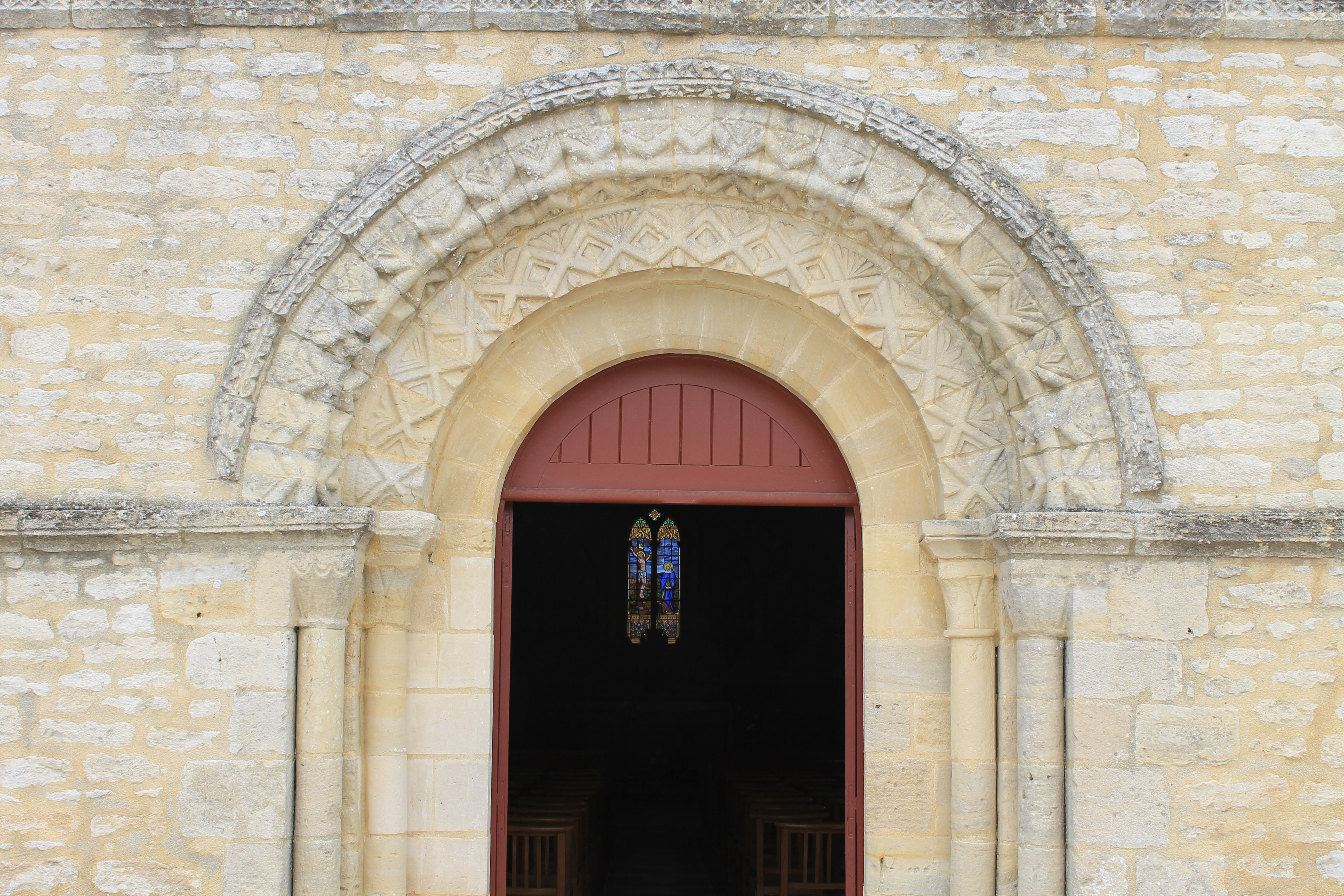
Les archivoltes du portail occidental.
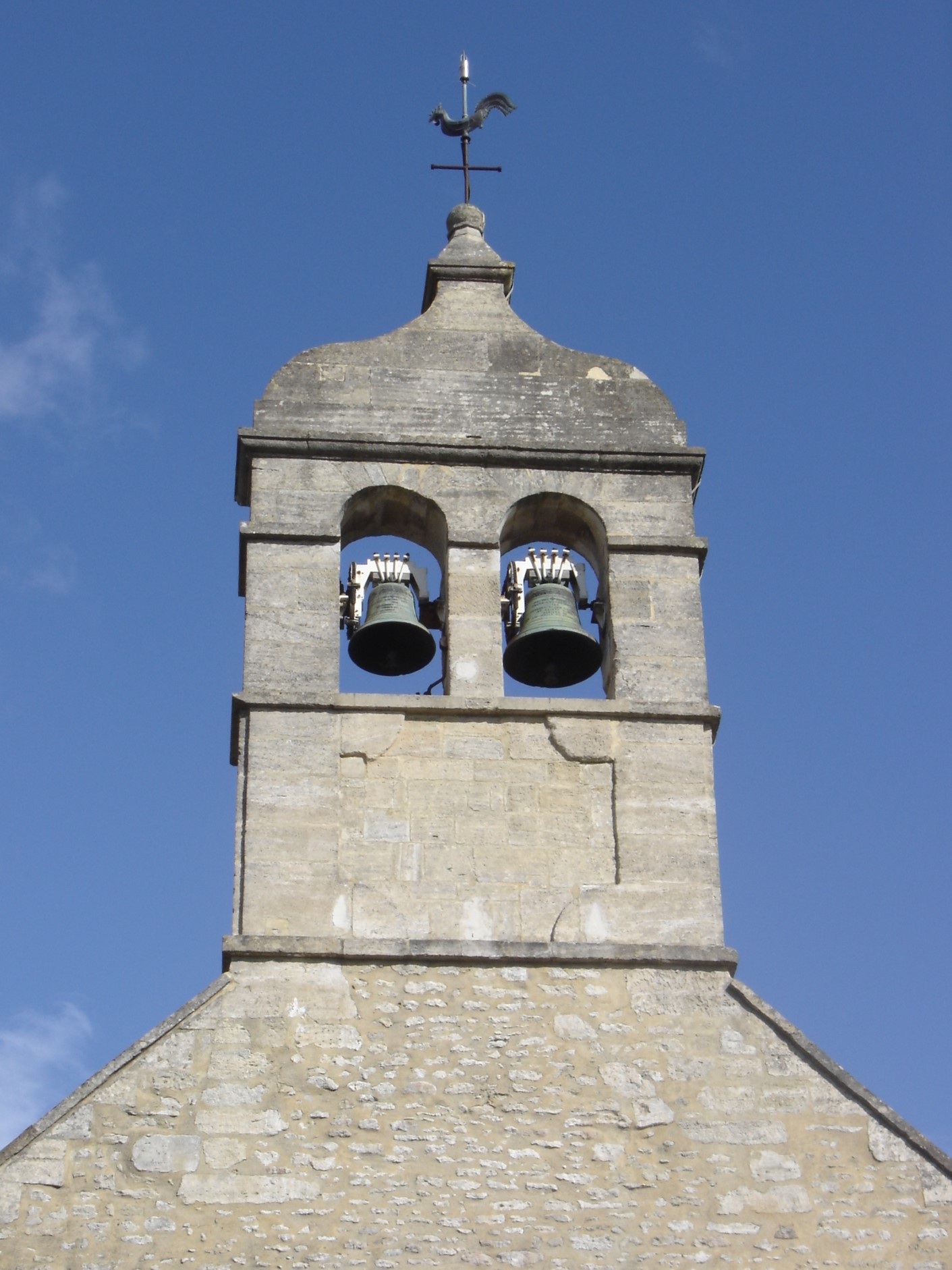
Clocher-mur de l'église.